# Курашики
Курашики е град в префектура Окаяма, Япония. Населението му е 476 073 жители (по приблизителна оценка към октомври 2018 г.), а площта 354,71 кв. км. Намира се в часова зона UTC+9 на река и брега на вътрешно за Япония море. Основан е на 1 април 1928 г. В градът е първият в Япония музей за западно изкуство основан през 1930 г. Японският архитект Кензо Танге е проектирал бившето кметство на града.